# ويندي باتن
ويندي باتن (بالإنجليزية: Wendy Battin) هي كاتِبة وشاعرة أمريكية، ولدت في 27 مايو 1953، وتوفيت في 21 ديسمبر 2015.